# Saga Oseberg
Le Saga Oseberg est le nom donné à une réplique norvégienne d'un bateau viking appelé  le Bateau d'Oseberg et exposé au Musée des navires vikings d'Oslo à Bygdøy. Cette épave a été découverte dans un large monticule funéraire près de la ferme Oseberg, dans la région de Tønsberg (Vestfold en Norvège).

Saga Oseberga été lancé le 20 juin 2012 en présence du roi Harald V et de la reine Sonja Haraldsen.

## Histoire
Cette réplique à l'échelle a été réalisée par l'Oseberg Kulturhusla (maison de la culture Oseberg) à Tønsberg entre 2011 et 2012. La construction s'est faite, dans la mesure du possible, avec les matériaux et les techniques artisanales utilisés en l'an 820, date du bateau original. Cette construction est aussi basée sur les dernières enquêtes et interprétations sur le bateau d'Oseberg.

Saga Oseberg contribuera à faire du comté de Vestfold un lieu de propagation de la culture de l'âge des Vikings et sera utilisé pour la recherche scientifique sur la navigation viking.
La Fondation du navire Saga Oseberg  , qui a un large soutien financier (gouvernement, entreprises, ...) s'est basée sur l'expérience du Musée des navires vikings de Roskilde dans la construction de nombreuses reconstitutions. 

La quille a été posée en 2011, et a été taillé dans un vieux chêne de 150 ans chêne du Château Jarlsberg coupé en 2010. Le reste du bois vient de grumes de chêne en provenance du Danemark. La voile carrée de 90 m2 a été tissé à Tønsberg avec de la laine de mouton Spælsau (no)  du Comté de Vestfold.  Une particularité est que les membrures  ne sont pas clouées, mais ancrées aux listons avec des fanons de baleine.